# Trije mušketirji

‎
Trije mušketirji je pustolovski roman iz leta 1844 in je prva knjiga iz serije, ki ji sledijo še Dvajset let pozneje in Mož z železno masko. Naslov originala je Les trois mousquetaires. Avtor romana je Alexandre Dumas st.
Delo opisuje dogodivščine mladega d`Artagnana, ko zapusti dom, da bi postal mušketir. Med mušketirji dobi prijatelje Athosa, Porthosa in Aramisa. Skupaj so neločljivi in živijo po načelu Eden za vse in vsi za enega!
Trije mušketirji so bili najprej objavljani kot podlistek v reviji Le Siècle med marcem in julijem 1844. Alexandre Dumas st. je trdil, da temeljijo na rokopisih, ki jih je našel v Bibliothèque Nationale. Kasneje je bilo dokazano, da je Dumas svoje delo osnoval na knjigi spominov d'Artagnana, stotnika prve kompanije mušketirjev Ludvika XIV., avtorja Gatiena de Courtilza de Sandrasa. Knjigo si je izposodil iz Marsejske javne knjižnice in jo obdržal, ko se je vrnil v Pariz.
Dumasova verzija zgodbe pokriva dogodivščine d'Artagnana in njegovih prijateljev od leta 1625 do 1628, ko se vpletejo v spletke, v katerih so brezvoljni kralj Ludvik XIII., njegov vsemogočni svetovalec in prvi minister kardinal Richelieu, kraljica Ana Avstrijska, njen ljubimec, vojvoda Buckinghamski in obleganje La Rochella. 
Spletkam je dodal še skrivnostno Milady de Winter in Richelieujevo desno roko grofa de Rocheforta.

## Opis dela

### Mož iz Meunga
Osrednja oseba je mladi d`Artagnan [dartanjon] iz revne plemiške družine v Gaskonji. Odide v Pariz z namenom, da se proslavi in postane mušketir. Oče mu da priporočilno pismo za poveljnika kraljevih mušketirjev, stotnika de Trevilla, ki je bil nekoč njegov sosed in upa, da bo lahko ugladil pot sinu. Naroči mu, naj ne uboga nikogar, razen kralja in kardinala Richelieuja. Poudari, da se dandanes ambiciozni plemiči brez denarja lahko uveljavljajo samo skozi pogum. Ker so dvoboji z zakonom prepovedani, naj išče vsako priložnost za dvoboj.
D`Artagnan se odpravi v Pariz, vendar mu težave dela njegov rumeni konj, darilo očeta, kateremu se vsi posmehujejo. Pri krčmi v Meungu naleti na plemiča v vijoličnem skuknjiču, ki se odkrito norčuje iz njegovega konja. D'Artagnan se želi maščevati plemiču, vendar gostilničar z osebjem potegne s plemičem, ga razoroži in onesvesti. Medtem mu plemič ukrade očetovo priporočilno pismo, saj ni prepričan ali ga je d'Artagnan izzval na dvoboj po naročilu de Trevilla. Ko se osvesti, d'Artagnan opazi plemiča v pogovoru z neznano lepotico, ki jo plemič imenuje milady.
D`Artagnan po dogodku prispe k de Trevillu, ki je zelo zadržan, saj ga ne pozna. Pri odhodu se zaleti v ranjenega mušketirja Athosa, kar izzove povabilo na dvoboj. Zaplete se še v dvoboj z mušketirjema Aramisom in Porthosom. Pri udejanjanju prvega dvoboja (z Athosom) jih opazi patrulja kardinalovih gardistov s kardinalovim ljubljencem Jussacom na čelu. D'Artagnan se v trenutnem navdihu postavi na stran mušketirjev in hudo rani Jussaca. Stotnik de Treville je navdušen, saj so njegovi mušketirji maščevali prejšnji poraz iz ulice Ferou. Kralj, ki se boji kardinalove moči, se na tihem veseli zmage. Naslednjega dne naj bi bili sprejeti v avdienco h kralju, vendar se d'Artagnan zaplete v dvoboj s kardinalovim gardistom Bernajouxom, ki išče maščevanje. D'Artagnan smrtno rani Bernajouxa, kar sproži vsesplošne pretepe med kardinalovimi gardisti in ostalimi enotami kraljeve vojske.

De Treville poskrbi, da je d'Artagnan sprejet med kraljeve gardiste in mu obljubi, da se bo lahko kasneje pridružil njegovi enoti.

### Constance
Hišni gospodar se najavi d'Artagnanu, da potrebuje njegovo pomoč, saj so ugrabili njegovo ženo, ki je oskrbnica kraljičinega perila. D'Artagnan sprejme naročilo, saj potrebuje denar. Pri opisu ugrabitelja d'Artagnan prepozna moža iz Meunga. V načrt osvoboditve vplete tudi svoje tri prijatelje mušketirje. Hišnega gospodarja Bonacieuxa aretirajo in ga pripeljejo kardinalu, ki mu opere možgane in ga naredi za vohuna svoje žene. Tu mož iz Meunga dobi ime: grof de Rochefort.
Constance Bonaciuex pobegne in z d'Artagnanom se zaljubita. D'Artagnan prevzame preko Constance skrivno misijo od kraljice Ane Avstrijske:
Le-ta je podarila svojemu ljubimcu Georgeu Villiersu, vojvodi Buckinghamskemu verižico z dvanajstimi diamanti. Milady po naročilu kardinala vojvodi na plesu odreže dva obeska. Kardinal nato ščuva kralja, naj priredi ples, na katerem naj bi se pokazala z verižico. 

D'Artagnan vzame na pot v London še tri prijatelje, ki pa ranjeni obstanejo na poti. D'Artagnan pred vkrcanjem na ladjo rani de Rochefortovega bratranca grofa de Wardesa, po izkrcanju pa uspešno prepriča vojvodo, da vrne verižico in vojvoda nadomesti manjkajoča diamanta. Misija je izpolnjena in kardinal beleži poraz.

Constance spet ugrabijo kot povračilo za spodletelo kardinalovo spletko.
Razglasi se vojna proti preostalim hugenotom, ki imajo še zadnje zatočišče v Franciji - trdnjavo la Rochelle.

### Milady
Mušketirji in gardist d'Artagnan so na lovu za denarjem in opremo, ki jo potrebujejo za obleganje. D'Artagnan lordu Winterju v dvoboju podari življenje, nakar ga lord formalno seznani s svojo svakinjo milady. Milady ga skuša omrežiti v želji, da bi se maščevala ljubimcu grofu de Wardesu, ki jo je pustil na cedilu, ne vedoč, da jo je d'Artagnan potegnil za nos. Milady ob spoznanju pobesni in hoče ubiti d'Artagnana, ki pa jo povleče za platneno haljo, ki jo nosi. Halja se pretrga in na miladynem ramenu se pokaže vžgan lilijin cvet, znamenje zločinca.
Athos spozna, da je milady njegova žena, za katero je mislil, da jo je pred leti ubil.
Milady najame morilca, ki strežeta po življenju d'Artagnanu. Spopad morilcev z d'Artagnanom pred trdnjavo la Rochelle se konča s smrtjo enega izmed morilcev, drugemu pa podari življenje. Morilec se obveže na lojalnost d'Artagnanu. 
Milady ne miruje in pošlje d'Artagnanu zastrupljeno vino, ki ga spije pomiloščeni morilec. 
Milady nato izsili od kardinala neomejeno pooblastilo, da bi lahko nekaznovano ubila svojega sovražnika. Athos, ki je pogovoru prisluškoval, po odhodu kardinala milady vzame pooblastilo.
Milady se vkrca na ladjo za Anglijo.

Štirje prijatelji, ki se bojijo vohunov, gredo za stavo zajtrkovati v opuščeno trdnjavo St. Gervais. Med obedovanjem Athos pove d'Artagnanu o kardinalovem načrtu za uboj Buckinghamskega vojvode in mu preda kardinalovo neomejeno pooblastilo. D'Artagnan predlaga vnovično pot k vojvodi, kar pa je težavno, saj je zdaj angleški vojvoda sovražnik Francije.
D'Artagnan pošlje svojega služabnika Plancheta k lordu Winterju z obvestilom o skorajšnjem prihodu milady in njeni misiji. Lord Winter zapre milady v ječo in ji dodeli svojega varovanca Johna Feltona za stražarja. Milady se posreči z lažmi spreobrniti Feltona, da ji pomaga na prostost. Felton nato ubije vojvodo Buckinghama. 

### Maščevanje in zaključek
Posledično se trdnjava la Rochelle preda, ker ne dobi obljubljene pomoči od vojvode.
Milady se vrne v Francijo v ženski samostan, da bi tam počakala na nadaljnja kardinalova navodila. Tukaj prepozna v neki novinki Constance, ki jo je kraljica rešila iz zapora. Milady zastrupi Constance. V tem trenutku prihiti d'Artagnan s prijatelji, ki je tudi izvedel, kje je Constance. Constance mu umre v rokah. 

Prihiti tudi lord Winter, ki je sledil milady iz Anglije.

Vsi skupaj se odločijo za maščevanje, organizacijo prevzame Athos.
V bližnjem mestu Athos rekrutira rablja, da bi lahko izvršil pravico in ne umor.
Zajamejo milady, rabelj mesta Lille jo obglavi, nato se razidejo.
Pri povratku d'Artagnana po nalogu kardinala aretira grof de Rochefort.
D'Artagnan se sooči s kardinalom in mu preda neomejeno pooblastilo, ki je pripadalo milady. Kardinal se zamisli nad dogajanji in d'Artagnanu podeli poročništvo pri mušketirjih. 

Aramis se umakne v samostan, Porthos pa se poroči z vdovo odvetnika Cocquenarda. Athos ostane še nekaj let pod poveljstvom d'Artagnana, nato pa se še sam umakne v civilno življenje.

## Zanimivosti
Afera z verižico z dvanajstimi diamanti naj bi bila resnična po spominih Françoisa de La Rochefoucaulda, kraljičinega zaupnika.

V romanu nastopa veliko resničnih oseb:

- d'Artagnan, Charles de Batz-Castelmore
- Athos, Armand de Sillègue d'Athos d'Autevielle, grof de la Fère
- Porthos, Isaac de Portau, baron du Valon de Bracieux de Pierrefonds
- Aramis, Henri d'Aramitz, René d'Herblay
- de Treville, Jean-Armand du Peyrer, stotnik mušketirjev
- Ludvik XIII., kralj Francije in Navare
- Kardinal Richelieu, Armand-Jean du Plessis
- Ana Avstrijska, Ana Maria Mauricia, francoska kraljica
- George Villiers, vojvoda Buckingham
- John Felton